# Betwa
De Betwa (Hindi: बेतवा) is een rivier in Noord-India met een totale lengte van 480 km. De Betwa is een aanvoerrivier van de Yamuna, welke op zijn beurt uitmondt in de Ganges. De Betwa staat ook bekend als de Vetravati en ontspringt in het Vindya berggebied net ten noorden van Hoshangabad in de deelstaat Madhya Pradesh, bij de meren van Bhopal. Hij stroomt in noordoostelijke richting door Madhya Pradesh, onder andere door de stad Orchha en vervolgens naar de deelstaat Uttar Pradesh. Op ongeveer de helft van zijn lengte is de rivier niet bevaarbaar. Dit gedeelte ligt op de Malwavlakte. De Betwa mondt uit in de Yamuna bij de stad Hamirpur in Uttar Pradesh.
Op de oevers van de Betwa zijn er zeer veel Hindoetempels, daar de rivier zoals veel rivieren in India een rol speelt in de religie.

## Geschiedenis
In het Sanskriet is 'Betwa' 'Vetravati'. Dit betekent 'riet'. Het epos Mahabharata vernoemt de Betwa samen met de Charmanwati. Beide zijn aanvoerrivieren van de Yamuna. De Vetravati stond vroeger ook bekend als Shuktimati. Op de oevers van deze rivier bevond zich het koninkrijk Chedi.

## Vervuiling
Men heeft sporen van lood en cadmium gevonden in de Betwa, nadat ze eerder op een van de industriegebieden van het nabijgelegen Bhopal waren gevonden door Greenpeace. Ook de concentraties nitraat in de rivier zijn hoger dan aanvaardbaar, terwijl ongeveer 200.000 mensen afhankelijk zijn van de rivier voor hun drinkwater, bijvoorbeeld de mensen van de stad Vidisha.

## Toekomst
Op dit moment is men de Betwa aan het samenvoegen met de Ken, als onderdeel van een project om rivieren te verbinden in Madhya Pradesh. Een ander belangrijk project is de bouw van de Matatiladam, een gezamenlijk project van de deelstaten Madhya Pradesh en Uttar Pradesh. Het gebied is van belang voor trekvogels

## Dammen op de Betwa
- Rajghatdam
- Matatiladam
- Parichhadam

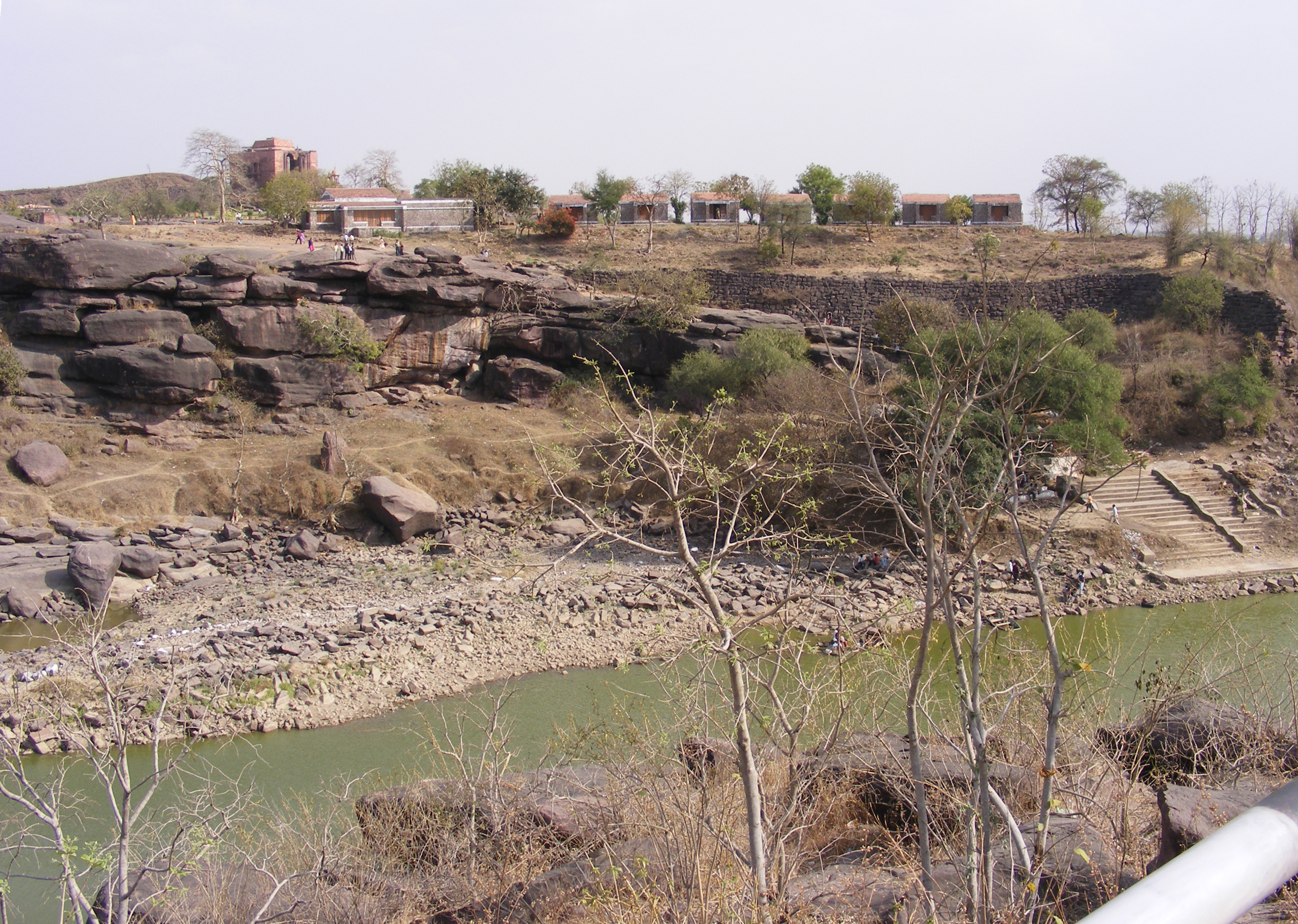
Betwa bij Bhojpur, Madhya Pradesh
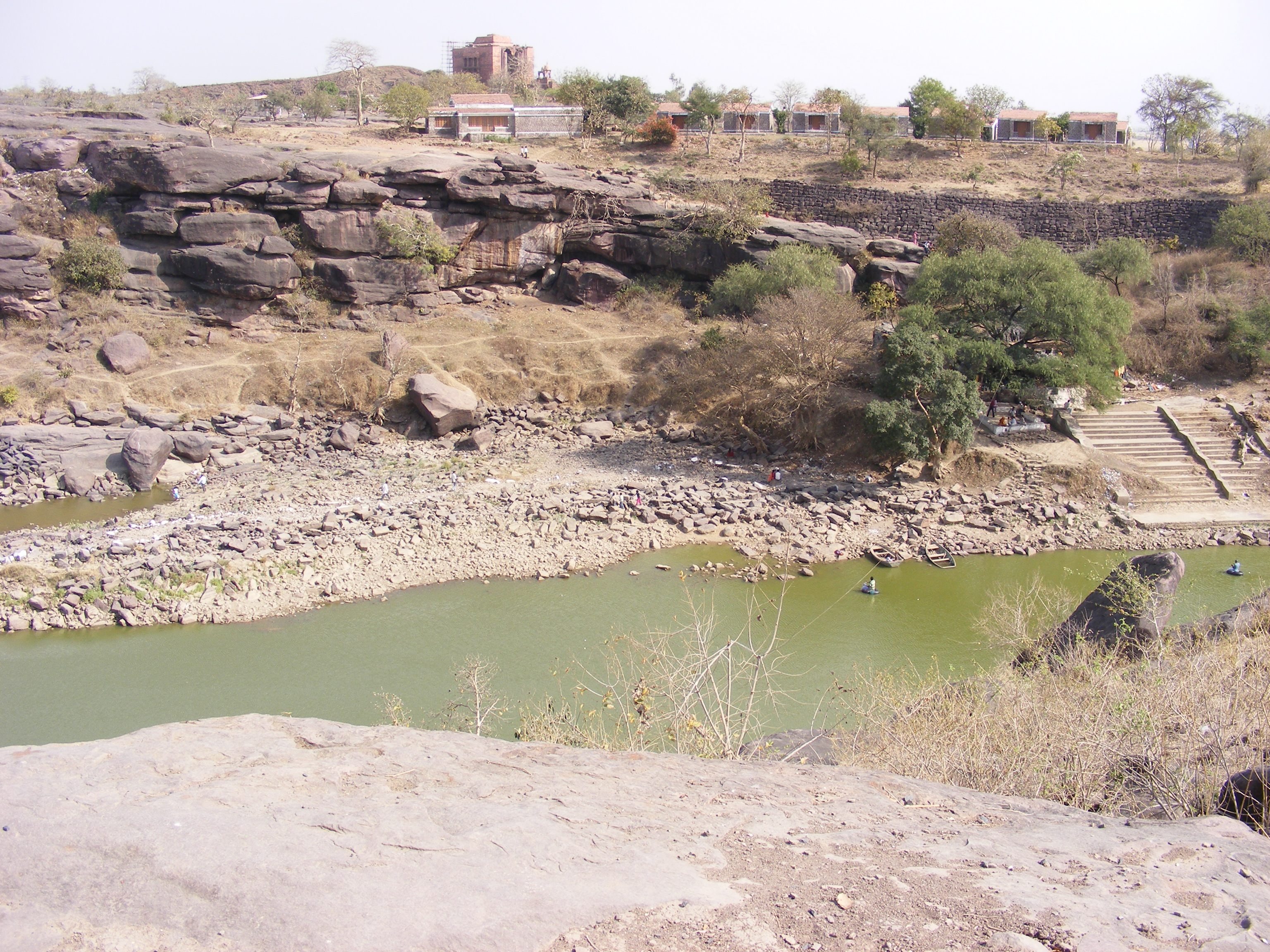
Betwa, zicht van dichtbij